# Barbora Štefková
Barbora Štefková (Olomouc, 4 de abril de 1995) es una tenista profesional checa. Al 8 de noviembre de 2021, ocupa el puesto 1194 en el ranking de la WTA.

## Títulos WTA (0; 0+0)

### Dobles (0)
| Leyenda                    |
| -------------------------- |
| Grand Slam (0)             |
| Juegos Olímpicos (0)       |
| WTA Tour Championships (0) |
| Premier Mandatory (0)      |
| Premier 5 (0)              |
| Premier (0)                |
| International (0)          |

#### Finalista (1)
| N.º | Fecha               | Torneos  | Superficie | Pareja         | Oponentes en la final              | Resultado        |
| --- | ------------------- | -------- | ---------- | -------------- | ---------------------------------- | ---------------- |
| 1.  | 24 de junio de 2018 | Mallorca | Hierba     | Lucie Šafářová | Andreja Klepač María José Martínez | 1-6, 6-3, [3-10] |

## Títulos ITF

### Singles: 9
| $100,000 tournaments (–) |
| $80,000 tournaments (–)  |
| $60,000 tournaments (–)  |
| $25,000 tournaments (–)  |
| $10,000 tournaments (–)  |

| num | fecha          | Torneo                               | Premio | Superficie    | Rival                | resultado    |
| --- | -------------- | ------------------------------------ | ------ | ------------- | -------------------- | ------------ |
| 1.  | Agosto de 2013 | ITF Caslano, Switzerland             | 10,000 | tierra batida | Chiara Grimm         | 6–3 6–1      |
| 2.  | Mayo de 2014   | ITF Ramla, Israel                    | 10,000 | Dura          | Margarita Lazareva   | 6–1 6–3      |
| 3-  | Mayo de 2014   | ITF Netanya, Israel                  | 10,000 | Dura          | Saray Sterenbach     | 7–6(7–4) 6–3 |
| 4-  | Junio de 2014  | ITF Banja Luka, Bosnia y Herzegovina | 10,000 | tierra batida | Daiana Negreanu      | 6–2 6–2      |
| 5-  | Dic 2014       | ITF Tel Aviv, Israel                 | 10,000 | Dura          | Deniz Khazaniuk      | 6–2 6–0      |
| 6-  | Junio de 2015  | ITF Andijan, Uzbekistán              | 25,000 | Dura          | Veronika Kudermetova | 7–5 6–3      |
| 7-  | Nov 2015       | ITF Tel Aviv, Israel                 | 10,000 | Dura          | Olga Doroshina       | 6–1 6–4      |
| 8-  | Abril de 2016  | Lale Cup, Turkey                     | 50,000 | Dura          | Anastasia Pivovarova | 7–5 2–6 6–1  |
| 9-  | Junio de 2016  | ITF Namangan, Uzbekistán             | 25,000 | Dura          | Ksenia Lykina        | 7–5 7–5      |

### Dobles 12
| $100,000 tournaments |
| $75,000 tournaments  |
| $50,000 tournaments  |
| $25,000 tournaments  |
| $15,000 tournaments  |
| $10,000 tournaments  |

| N.º | Date                   | Category | Tournament                       | Surface | Partner              | Opponents                              | Score                 |
| --- | ---------------------- | -------- | -------------------------------- | ------- | -------------------- | -------------------------------------- | --------------------- |
| 1.  | 19 de mayo de 2014     | $10,000  | Ramla, Israel                    | Hard    | Margarita Lazareva   | Sofia Dmitrieva Alexandra Morozova     | 6-2 3-6 [11-9]        |
| 2.  | 26 de mayo de 2014     | $10,000  | Netanya, Israel                  | Hard    | Pia König            | Mariam Bolkvadze Anastasia Pribylova   | 6-3 6-2               |
| 3.  | 7 de junio de 2014     | $10,000  | Banja Luka, Bosnia y Herzegovina | Clay    | Gabriela Pantůčková  | Anita Husarić Daiana Negreanu          | W/O                   |
| 4.  | 16 de junio de 2014    | $15,000  | Přerov, Czech Republic           | Clay    | Chantal Škamlová     | Eva Rutarová Karolína Stuchlá          | 6-4 6-3               |
| 5.  | 21 de julio de 2014    | $10,000  | Horb, Germany                    | Clay    | Hilda Melander       | Carolin Daniels Laura Schaeder         | 6-4 6-1               |
| 6.  | 4 de diciembre de 2015 | $10,000  | Ramat Gan, Israel                | Hard    | Alexandra Morozova   | Vlada Ekshibarova Daria Lodikova       | 6-2 7-5               |
| 7.  | 16 de abril de 2016    | $50,000  | Istanbul, Turkey                 | Hard    | Nigina Abduraimova   | Valentyna Ivakhnenko Lidziya Marozava  | 6-4 1-6 [10-6]        |
| 8.  | 28 de mayo de 2016     | $25,000  | Andijan, Uzbekistán              | Hard    | Anastasiya Vasylyeva | Victoria Kan Sabina Sharipova          | 6–3, 4–6, [10–7]      |
| 9.  | 4 de febrero de 2017   | $60,000  | Burnie, Australia                | Hard    | Riko Sawayanagi      | Alison Bai Varatchaya Wongteanchai     | 7–6(8–6), 4–6, [10–7] |
| 10. | 31 de marzo de 2018    | $15,000  | Sharm El Sheikh, Egypt           | Hard    | Mariam Bolkvadze     | María Paulina Pérez Paula Andrea Pérez | 6–2, 7–6(8–6)         |